# Pill Mill

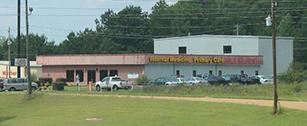
Eine Pill Mill in Jasper (Alabama), Foto der DEA von 2015

Mit dem Begriff Pill Mill (deutsch: Pillenmühle oder Pillenfabrik) werden insbesondere in den Vereinigten Staaten rechtswidrige Einrichtungen bezeichnet, die regulären Schmerzkliniken ähneln, verschreibungspflichtige Schmerzmittel (Betäubungsmittel) jedoch regelhaft ohne ausreichende Anamnese, körperliche Untersuchung, Diagnose, medizinische Begleitung und Dokumentation verordnen. Kunden dieser Einrichtungen erhalten Rezepte in der Regel nur gegen Bargeld. Pill Mills tragen zur Opioidkrise in den Vereinigten Staaten bei und sind Gegenstand einer Reihe von Gesetzesinitiativen auf bundesstaatlicher Ebene.

## Geschäftsmodell und Charakteristika

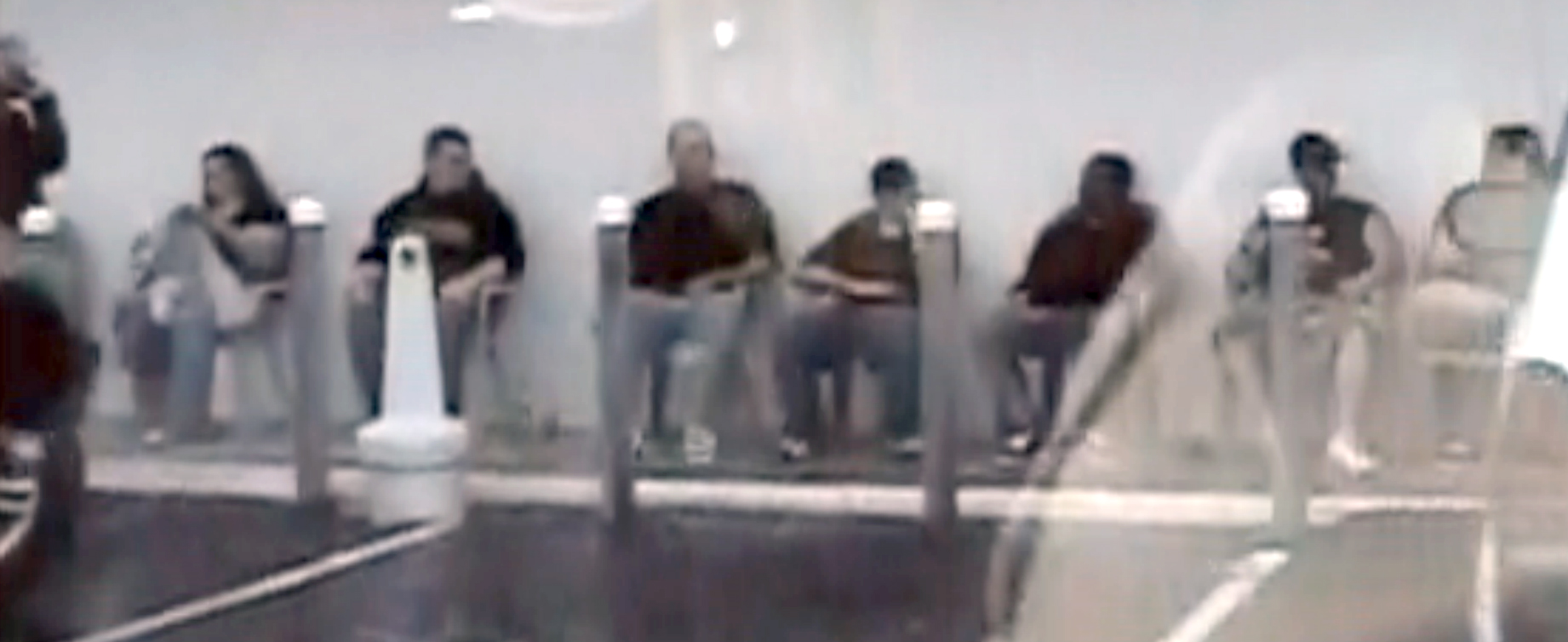
Kunden einer Pill Mill in Florida, die von Jeff und Chris George betrieben wurde, warten auf dem Bürgersteig, bis sie an der Reihe sind. Überwachungsmaterial des Palm Beach Sheriff-Büros.

In Pill Mills verschreiben Ärzte oder von ihnen beaufsichtigte Angestellte Opioide für nicht vorhandene oder übertrieben dargestellte Schmerzen. Die primäre Absicht hinter dieser Verschreibungspraxis ist nicht die Linderung von Schmerzen oder die Heilung, sondern die Erzielung hoher Gewinne. Dies macht Pill Mills zu kriminellen Unternehmungen.
Zu Kennzeichen solcher Einrichtungen zählen, dass häufig Nicht-Mediziner die Eigentümer sind, nur Bargeld akzeptiert wird (keine Kreditkarten oder Versicherungszahlungen), lange Warteschlangen vor den Einrichtungen sichtbar sind, Parkplätze vor oder in der Nähe der Einrichtung stark frequentiert werden, Sicherheitspersonal oder Türsteher eingesetzt werden, Krankenakten, Befunde oder Röntgenbilder nicht benötigt werden, keine medizinischen Untersuchungen vorgenommen werden oder nur pro forma, Alternativen zur Behandlung mit Tabletten nicht erörtert werden, stark wirkende Schmerzmittel rezeptiert werden und Rezepte nur bei bestimmten Apotheken eingelöst werden sollen.
Nach Angaben von Ermittlungsbehörden und Wissenschaftlern gibt es derlei Einrichtungen in unterschiedlichen Formen und Größen, wichtig sei aber der Eindruck, es handle sich um unabhängige Schmerzbehandlungszentren. Um sich der Strafverfolgung zu entziehen, neigen die Verantwortlichen von Pill Mills dazu, ihre Einrichtungen wie Pop-up-Stores mit plötzlichem Auftauchen und Schließen zu betreiben. Pill-Mill-Kunden sind tablettensüchtig oder handeln mit ihren Tabletten.

## Entstehung und Ausbreitung
David Herbert Procter (1951–2019) gilt als Erfinder der Pill Mills. Der in Kanada geborene Arzt etablierte 1979 in South Shore (Kentucky) nahe Portsmouth (Ohio) eine auf Schmerzbehandlung spezialisierte Praxis. Mitte der 1980er Jahre gehörte er zu den ersten, die häufig opiathaltige Schmerzmittel verschrieben; zudem kombinierte er sie mit Benzodiazepinen (Tranquilizern) wie etwa Xanax. Mit dem Aufkommen von OxyContin (Wirkstoff: Oxycodon), dem Blockbuster des Pharma-Unternehmens Purdue Pharma, expandierte sein Geschäft. Er stellte weitere Ärzte an, um neue Praxen zu leiten. Einige übernahmen die Geschäftsidee des „Paten der Pill Mills“ und machten sich später selbständig.
Pill Mills verbreiteten sich in der Folge auch in anderen Bundesstaaten, beispielsweise in West Virginia, Texas, New Mexico, und New York. Große Bedeutung erlangten sie vor allem in Florida. Hier hatten die Pill Mills von Chris George eine hervorgehobene Stellung.

## Folgen
Der erleichterte Zugang zu stark wirkenden Schmerzmitteln fördert die Opioidkrise in den USA, denn Menschen, die diese Mittel über einen langen Zeitraum einnehmen, gewöhnen sich an sie und benötigten gegebenenfalls höhere Dosen, um die gleiche lindernde beziehungsweise angenehme Wirkung zu erzielen (Toleranzentwicklung mit folgender Hochdosisabhängigkeit). Darüber hinaus wirken die Opioide in diesen Medikamenten euphorisierend. Bei regelmäßigem Gebrauch können die körperfremden Opiate die Funktionen körpereigener Endorphine ersetzen, mit der Folge hohen Suchtdrucks. Medikamentenmissbrauch führt zu steigenden Fallzahlen in Notaufnahmen, kostenintensiven Behandlungen von Abhängigkeiten und gehäuften Todesfällen durch eine Überdosis.
Die exzessive Verschreibungspraxis, die nachlässige und sinnwidrige Praxisführung sowie die Förderung von Medikamentenabhängigkeit und illegalem Medikamentenhandel stellen Verstöße gegen ärztliche Standesregeln und Gesetze dar. Aus diesem Grund kam es zu einer Vielzahl von Polizeieinsätzen, Maßnahmen der Drug Enforcement Administration (DEA) und Schließungen dieser Einrichtungen. Viele Täter wurden gerichtlich verurteilt, bis Ende 2016 allein 378 Mediziner in Florida, 95 weitere standen dort bis zu diesem Zeitpunkt unter Anklage.
Als Reaktion auf die wachsenden Probleme mit dem Betäubungsmittel-Missbrauch verschärften eine Reihe von Bundesstaaten ihre entsprechenden Gesetze. So gilt in Kentucky seit 2012 ein Gesetz zur verbesserten Überwachung der Verschreibungspraxis, das als Pill Mill Bill bekannt ist. 2012 hatten 41 US-Bundesstaaten solche Überwachungsprogramme implementiert, bis 2019 legten alle Bundesstaaten mit Ausnahme von Missouri solche Programme auf. In der Fachliteratur wird diskutiert, inwieweit und in welchem Ausmaß die Verschärfung der Betäubungsmittelgesetze Abhängige zu anderen Suchtmitteln wie Heroin greifen lässt, grundsätzlich geben viele Heroinabhängige an, sie hätten zuvor verschreibungspflichtige Opioide missbraucht. Süchtige stiegen ebenfalls auf Fentanyl um, häufig mit Todesfolge.

## Mediale Adaptionen
The OxyContin Express, eine Dokumentation der portugiesischen Journalistin Mariana van Zeller von 2009, die Absatzwege von Pill Mills in Florida verfolgt, erhielt neben dem Peabody Award (2010) weitere Auszeichnungen sowie Nominierungen für den Emmy. Die amerikanische Fernsehserie American Greed, die sich seit 2007 mit Wirtschaftskriminalität befasst, thematisierte Pill Mills in den Folgen 137 (Erstausstrahlung: März 2017) und 152 (Erstausstrahlung: März 2018). Geldwäsche für eine Pill Mill spielt in der TV-Serie Claws (deutschsprachige Ausstrahlungen seit Oktober 2019) eine wichtige Rolle. Die 2020 auf Netflix erschienene Filmdokumentation Der Apotheker zeigt wie Dan Schneider durch private Ermittlungen eine Pill Mill im St. Bernard Parish in Louisiana aufdeckte.